# لوقا

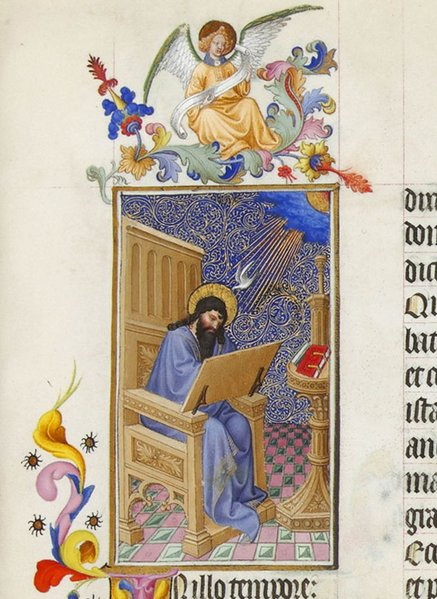
لوحة لوقا يدون إنجيله بإلهام من الروح القدس، وفي الأعلى رُسِمَ العجل رمز إنجيل لوقا

لوقا الإنجيلي (باليونانية Λουκᾶς لوكاس، بالإنجليزية Luke)، بحسب التقليد الكنسي يُعتقد بأن لوقا هو كاتب سفرين من أسفار العهد الجديد «إنجيل لوقا» وسفر «أعمال الرسل»، وفي التقليد الكاثوليكي يُعتبر شفيعا رئيسيا للأطباء والرسامين، فقد كان يمتهن الطب  ويُظن بأنه كان رساما وبأنه كان أول من رسم إيقونة للسيدة العذراء مع الطفل يسوع.

## لوقا في كتاب العهد الجديد
لم يكن لوقا من تلاميذ المسيح الإثنا عشر حتى أنه في مقدمة إنجيله إنجيل لوقا يذكر بأنه ينقل مايكتبه عن من وصفهم بأنهم كانوا معاينين (شهود عيان) وخدام للكلمة، لا يوجد ذكر للوقا في الأناجيل الأربعة، ولكنه ذكر في سفر أعمال الرسل وفي عدة رسائل لبولس، ففي سفر أعمال الرسل نجد بأن لوقا كان بصحبة بولس في رحلته الثانية من تراوس حتى فيلبي  حيث بقي يكرز هناك وحده حتى بعد رحيل بولس ثم عاد الأخير إلى فيلبي فرافقه لوقا في رحلته الثالثة حتى أورشليم ، ثم ذهب معه أيضا إلى روما  وبقي معه كل فترة اعتقاله في روما، سماه بولس الطبيب الحبيب  وبالرفيق الوحيد  ووصفه بأنه من معاونيه بالتبشير.

## لوقا في التقليد الكنسي
كان لوقا سوري الجنسية من مدينة أنطاكية الهيلينية بحسب أوسابيوس القيصري بينما يرى يعقوب الرهاوي بأنه من الإسكندرية، كان يعمل طبيبا وبحسب التقليد المسيحي فأنه كان واحد من الرسل السبعين وبعد ذلك انضم إلى الرسول بولس وساعده بالتبشير في معظم رحلاته، يُعتقد بأنه كان أحد التلميذين الذين التقيا يسوع بعد قيامته على طريق قرية عمواس ، عاش حياة البتولية ومات عن عمر يناهز الـ 84 عاما على مايُظن.
بحسب إبيفانيوس فأن لوقا رافق بولس إلى روما وبعد أن قتل بولس تابع لوقا العمل التبشيري حتى وفاته عام 90 م ، ويعتقد بأن نيرون قيصر روما أمر بقطع رأسه بعد أن وشى به كهنة الأوثان وبعد ذلك وضع جسده بكيس وأُلقي في البحر ولكن البحر لفظه إلى الشاطئ ووجده إنسان مسيحي وقام بتكفينه.
تُعيد له الكنيسة الكاثوليكية في 18 أكتوبر/تشرين الأول.

## تأليف إنجيل لوقا وأعمال الرسل
إنجيل لوقا لا يذكر اسم مؤلفه. لم يُكتَب الإنجيل ولم يدَّع أن يكون مكتوبًا من قبل شاهد عيان على الأحداث المذكورة، وذلك على العكس من سفر أعمال الرسل بداية من الفصل السادس عشر. اقترحت أحد التحليلات إمكانية أن يكون مؤلف «إنجيل لوقا» امرأة.
أقدم مخطوطة للإنجيل، حوالي سنة 200، تنسب العمل إلى لوقا، وكذلك إيرينيئوس، في أحد كتاباته حوالي سنة 180.
يشكل كل من إنجيل لوقا وسفر أعمال الرسل جزئين اثنين من عمل واحد يسميه العلماء لوقا–أعمال. معا يمثلان 27.5% من العهد الجديد، وهي أكبر مساهمة من قبل مؤلف واحد.

## كمؤرخ

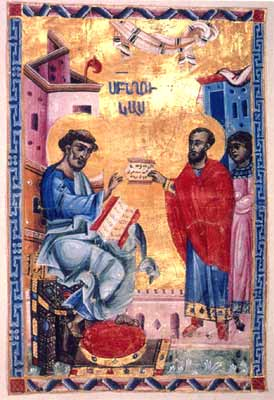
تصور أرميني للوقا في العصور الوسطى.

معظم العلماء يصنفون أعمال لوقا (لوقا–أعمال) تبعا لأعمال التأريخ اليوناني. مقدمة إنجيل لوقا -استنادا على تحقيق تاريخي- حددت الكتاب بالنسبة للقراء على أنه ينتمي إلى هذا النوع.
بناء على وصفه الدقيق للبلدات والمدن والجزر، وكذلك استخدام التسميات الصحيحة، كتب عالم الآثار وليام رامزي أن «لوقا هو مؤرخ من الدرجة الأولى؛ مقولاته ليست فقط حقائق جديرة بالثقة... [بل] ينبغي أن يوضع جنبا إلى جنب مع أعظم المؤرخين». وكتب أستاذ الكلاسيكيات في جامعة أوكلاند، E. M. Blaiklock: «بسبب دقة التفاصيل، يقف لوقا جنبا إلى جنب مع ثوسيديديس. أعمال الرسل ليست منتجا للتخيلات التقية، بل سجل جدير بالثقة... كشفت جهود علم الآثار هذه الحقيقة.» قام باحث العهد الجديد كولن همر بعدد من الاكتشافات التي ساعدت على فهم الطبيعة التاريخية ومدى دقة كتابات لوقا.
بخصوص الغرض من سفر أعمال الرسل، لاحظ باحث العهد الجديد لوك تيموثي جونسون أن «روايات لوقا للأحداث قد تم اختيارها وتشكيلها بشكل يتناسب مع مصالحه التبريرية، وليس في ذلك مواجهة لمعايير التأريخ القديمة، بل اتفاق معها.» مثل هذا الرأي يتفق معه معظم المعلقين مثل ريتشارد هيرد والذي يرى أوجه القصور التاريخية لدى لوقا على أنها ناجمة عن «الأهداف الخاصة من الكتابة وقصور مصادر المعلومات.»
خلال العصر الحديث، تم التشكيك في كفاءة لوقا كمؤرخ. منذ ما بعد عصر التنوير، يعمل المؤرخون بمنهج الطبيعانية، لذا ينظر المؤرخون إلى السرد الذي يذكر الخوارق، والأشياء الخارقة مثل الملائكة والشياطين إلخ، على أنه مصدر تاريخي إشكالي. يرى مارك باول أنه «من المشكوك فيه ما إذا كانت كتابة التاريخ هي نية لوقا من الأساس. كتب لوقا ليعلن وليقنع ويفسر; لم يكتب للحفاظ على السجلات من أجل الأجيال القادمة. ومع إدراك ذلك، كان هذا بالنسبة للكثيرين المسمار الأخير في نعش لوقا المؤرخ.»
لاحظ روبرت م.جرانت أنه على الرغم من أن لوقا صنف نفسه كمؤرخ، فأعماله تحتوي على عدد من الإحصائيات المستحيلة مثل الحشد الكبير الذي تمت مخاطبته من قبل بطرس في أعمال الرسل 4:4. وقد لاحظ أيضا مشاكل في التسلسل الزمني حيث يجعل لوقا «غاماليل يشير إلى ثوداس ويهوذا بترتيب خاطئ، ثوداس في الواقع تمرد حوالي عقد من الزمن بعد حديث غاماليل (5:36-7)».

## مواضيع ذات صلة
- إنجيل لوقا
- أعمال الرسل

## مواقع ذات صلة
- لوقا على موقع الموسوعة البريطانية (الإنجليزية)
- لوقا على موقع ميوزك برينز (الإنجليزية)
- لوقا على موقع إن إن دي بي (الإنجليزية)
- لوقا على موقع ديسكوغز (الإنجليزية)
- الموسوعة الكاثوليكية -القديس لوقا